# Gül Baba
Gül Baba, né vers 1500 et mort le 2 septembre 1541, également connu sous le nom Cafer, est un poète ottoman et un derviche Bektachi.

## Biographie
Compagnon du sultan Soliman le Magnifique, il prend part à des campagnes en Europe à partir du règne de Mehmed II, sans que l'on ne sache précisément lesquelles.
Par ailleurs, il est connu pour avoir vraisemblablement introduit la rose en Hongrie.
Il serait mort dans les combats de Buda en 1541.
Son tombeau, situé à Mecset dans Budapest, remarquable par sa forme octogonale, a été construit de 1543 à 1548.

## Galerie
Différentes vues du tombeau de Gül Baba à Budapest en Hongrie

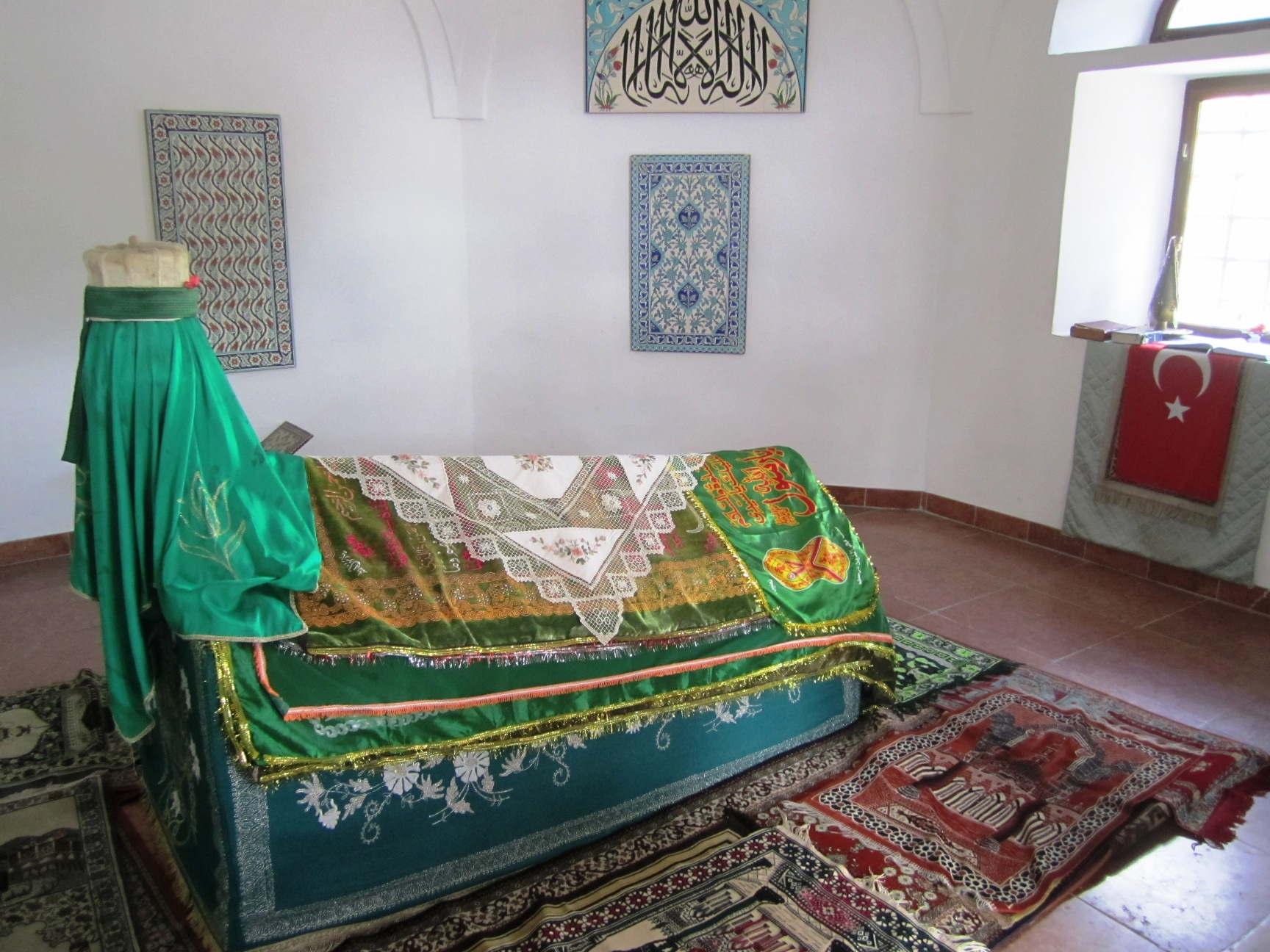
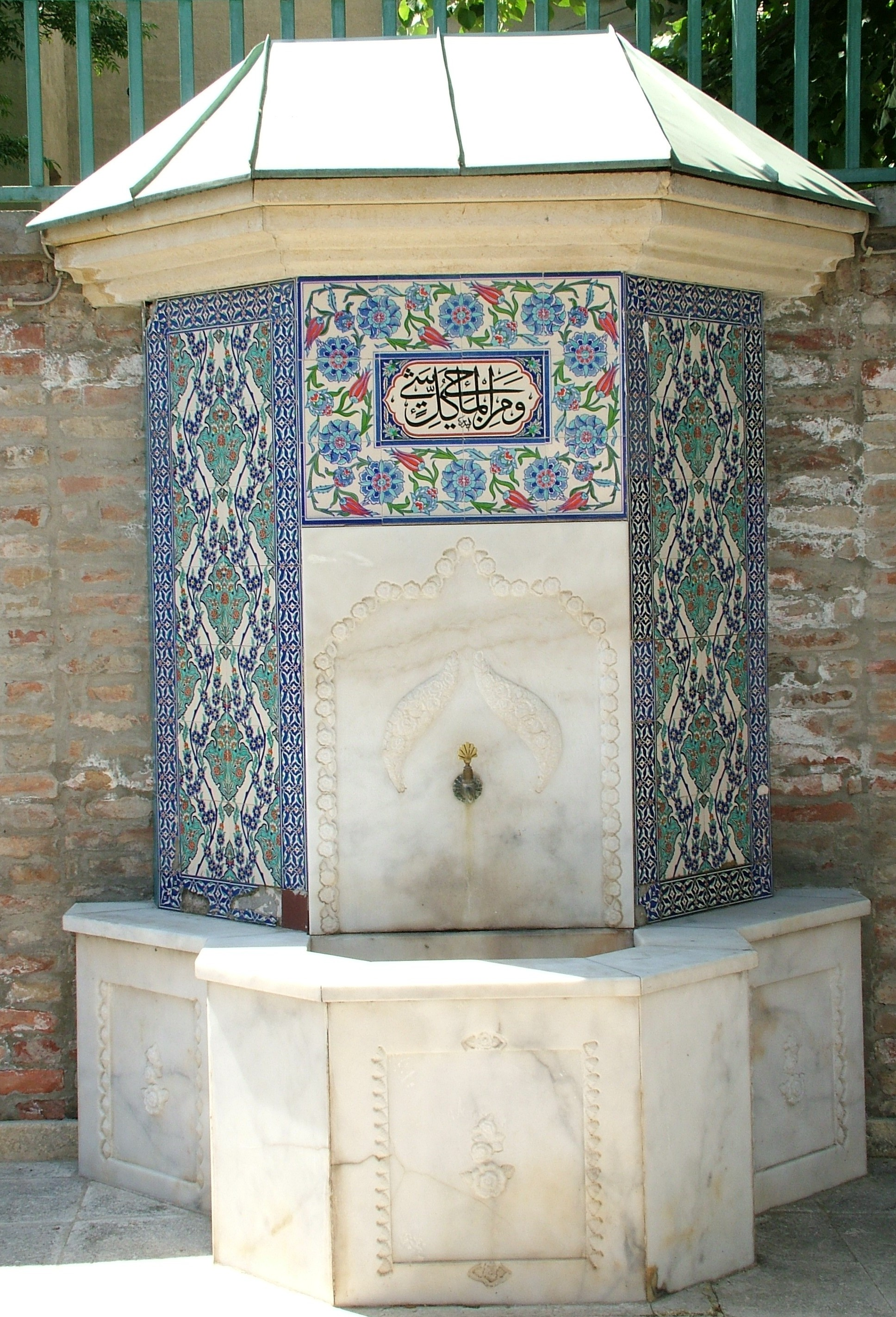
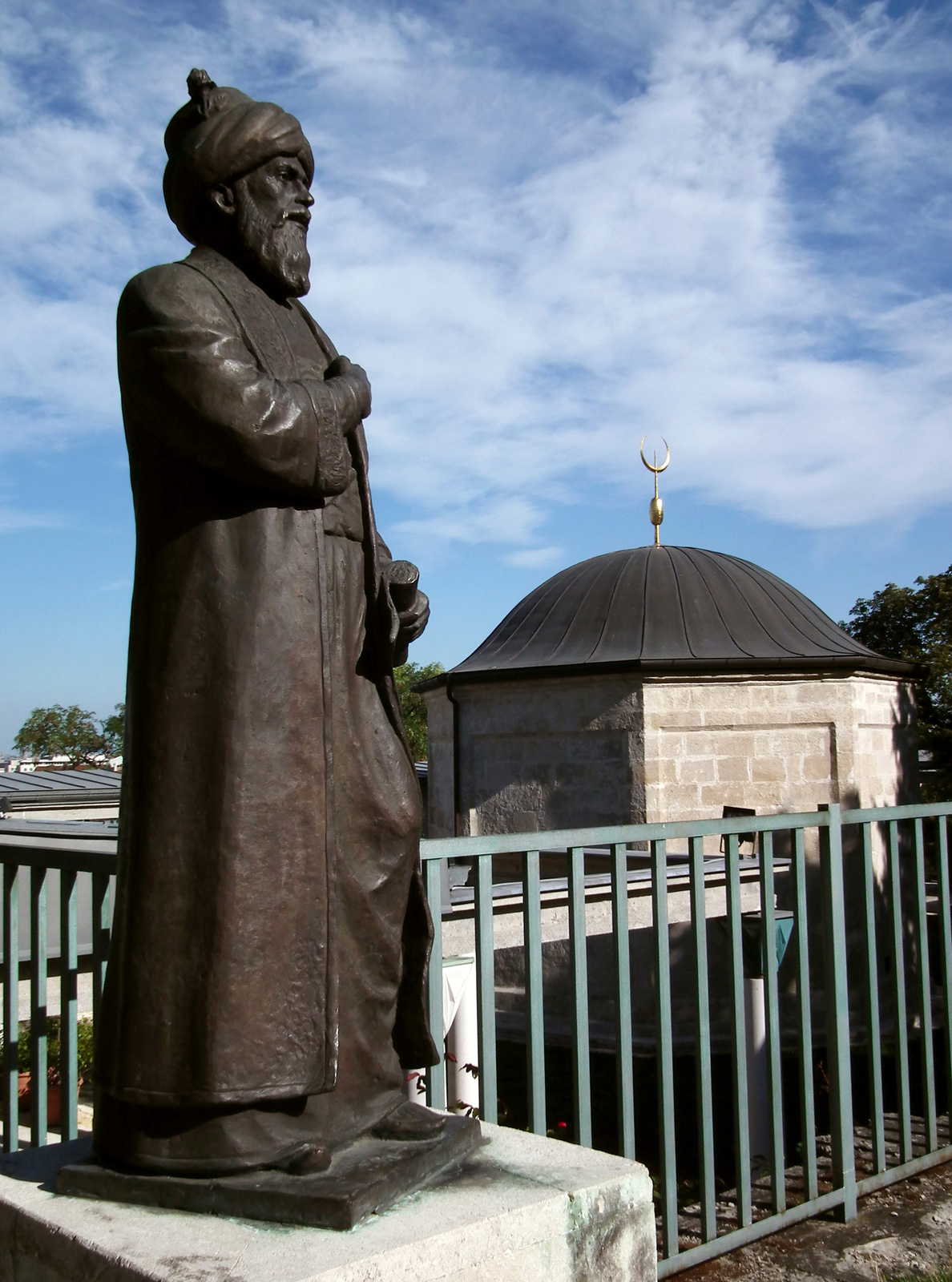
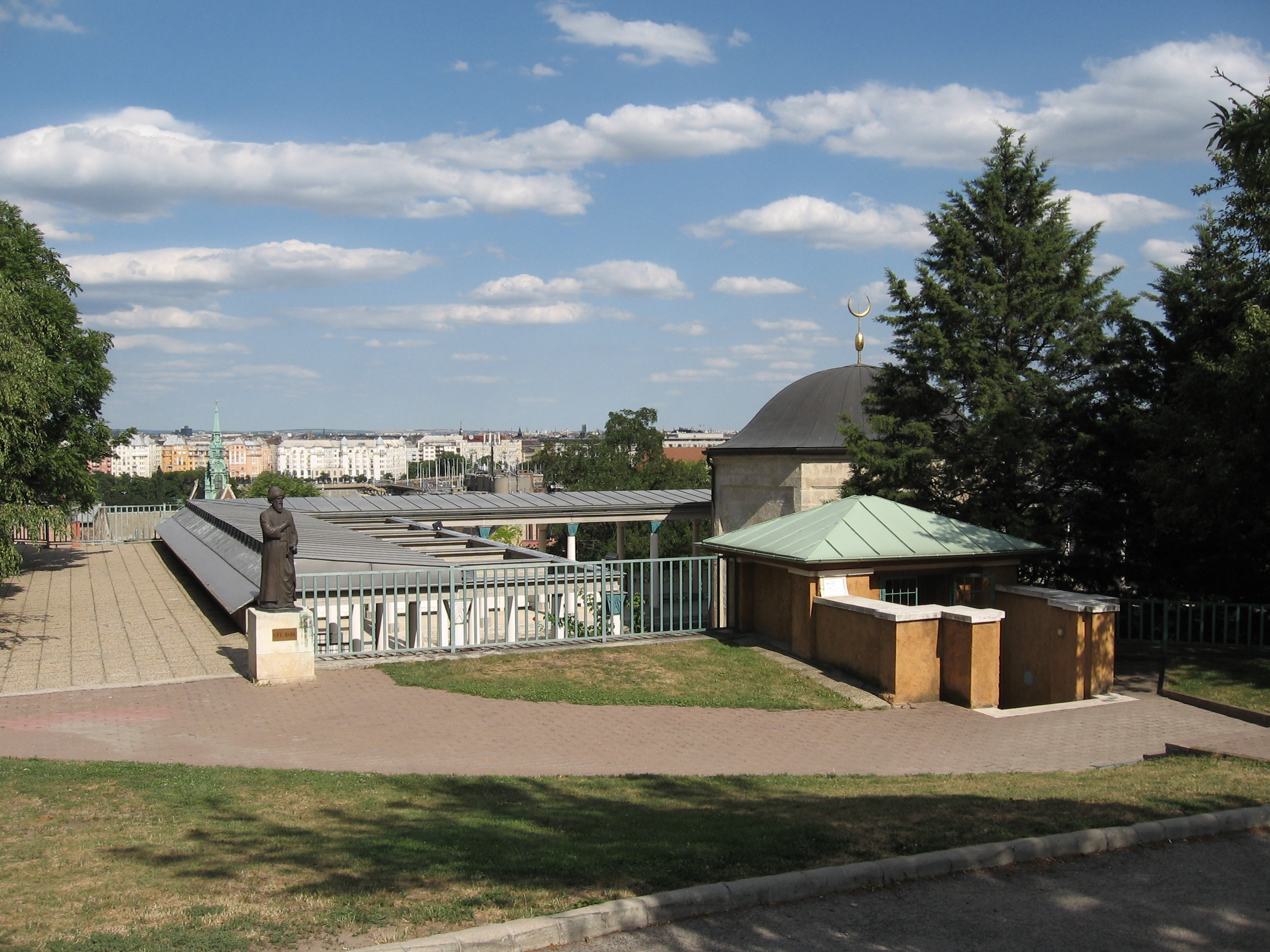
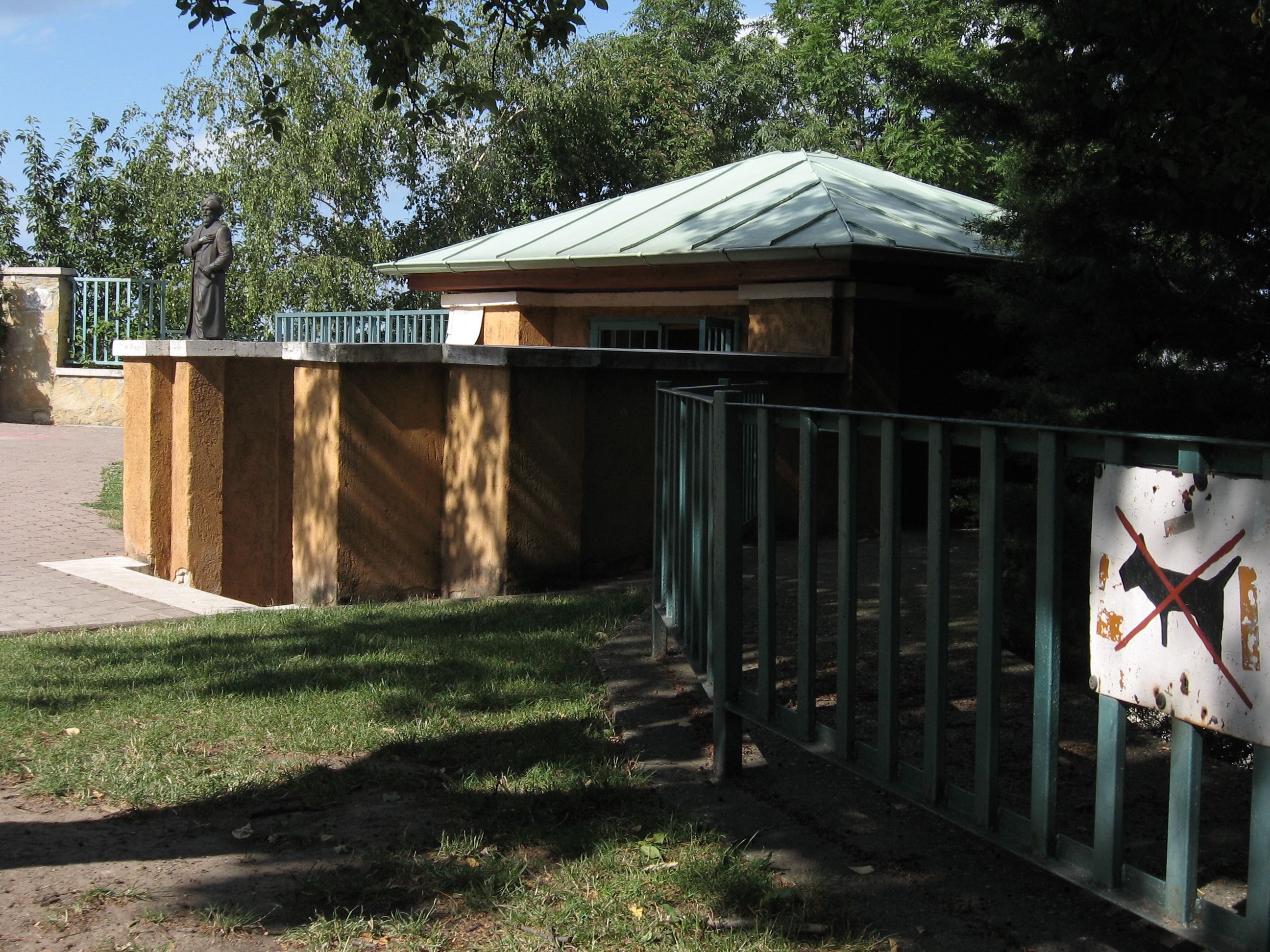
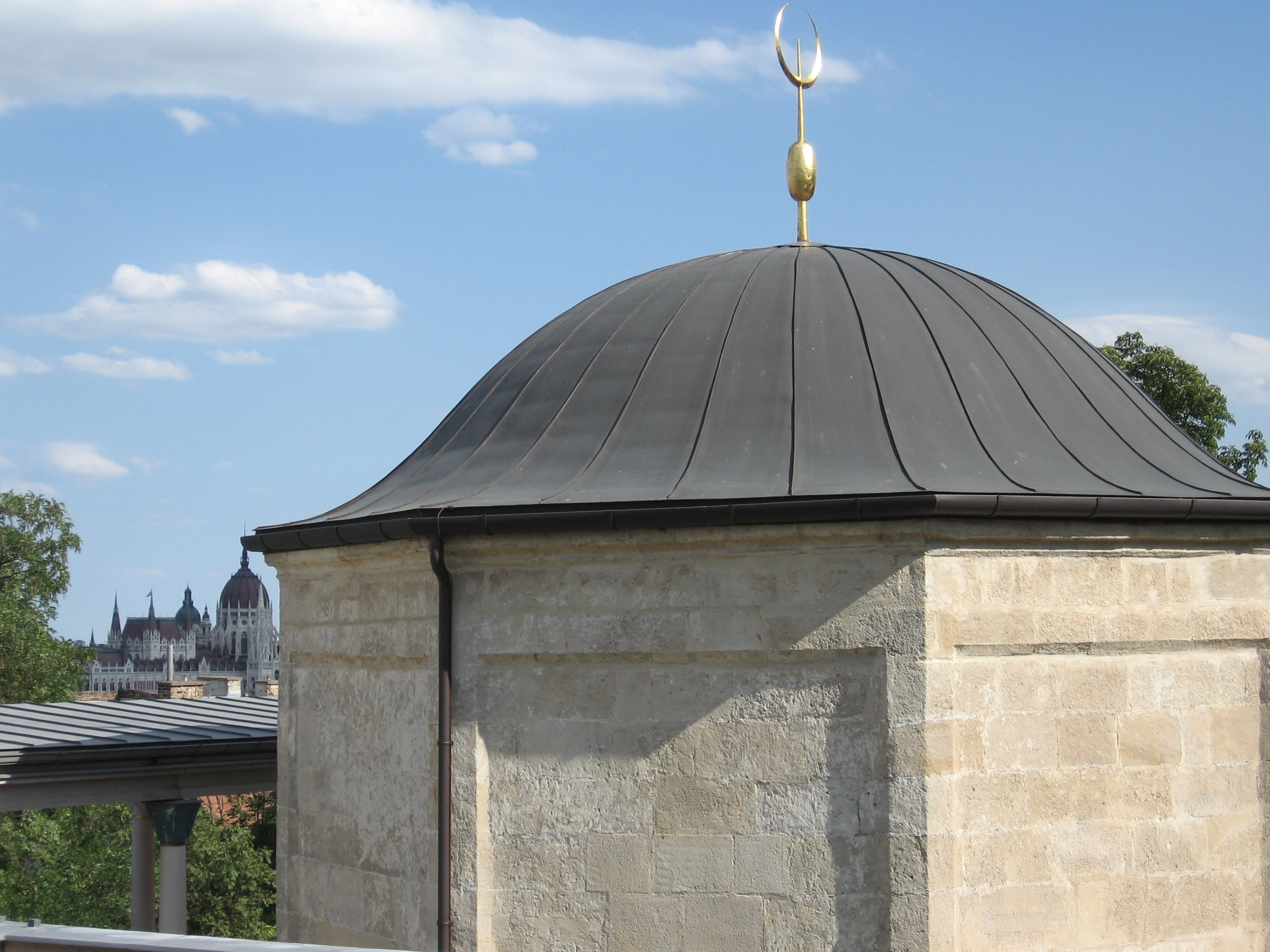
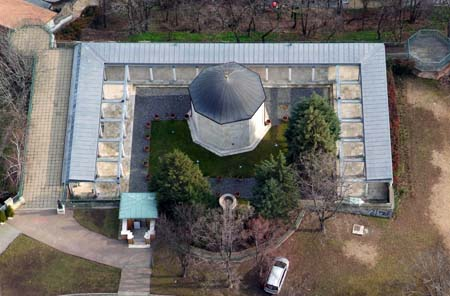